# K2-141b
K2-141b는 물고기자리에 존재하는 외계 행성이다. 2018년에 새로이 발견된 행성이다.

## 설명
K2-141b는 지구로부터 약 200광년 떨어진 곳에 위치하고 있으며 지구와 같은 암석 행성이다. 암석 행성으로서 크기가 크기 때문에 슈퍼지구로 분류되는 행성이지만 생명체가 살아가기에 부적합한 뜨거운 지구에 속하는 행성에 속한다. 이는 이행성이 자신의 모항성인 K2-141과 매우 가깝게 공전하고 있기 때문이며(약 100만 km) 그로 인해 이행성은 자신의 모항성을 향해 항상 같은 면을 향하는 조석 고정이 되어있고 모항성을 한번 공전하는데 불과 6.7시간 밖에 걸리지않는 매우 짧은 공전 주기를 가진다. 모항성을 바라보는 낮쪽의 온도는 3000°로 매우 높으며 이는 행성에 존재하는 암석을 녹이는데 충분한 온도가 되어 행성의 낮쪽은 암석이 녹은 용암의 바다로 덮어있고 용암으로 이뤄진 바다의 깊이도 상당히 깊은 편이다. 또한 이행성은 낮쪽의 용암이 기화하여 모항성을 바라보지않는 밤쪽으로 가서 돌의 비가 내리게 된다. 모항성을 바라보지않는 밤쪽의 온도는 -200°로 추운 온도를 가지고 있으며 K2-141b는 이로 인하여 매우 극단적인 환경을 가진 외계 행성이 된다.

## 같이 보기
- 물고기자리
- 지구형 행성
- 슈퍼지구
- 뜨거운 지구